# 易卜拉欣
易卜拉欣（羅馬化：Ibrāhīm）是伊斯蘭教的先知，即猶太教及基督教中的亞伯拉罕。中文又译“伊布拉欣”或“伊卜拉欣”，均為阿拉伯语音译。易卜拉欣是阿宰爾的兒子、先知易斯馬儀（以實瑪利）的父親。易斯馬儀是他的長子，易斯哈格（以撒）為次子。易卜拉欣被視為「眾先知之父」、「真主的朋友」。
伊斯蘭教認為《聖經》中提到的許多族長其實都是真主派遣的先知，因此他們都是穆斯林（即服從真主者）。易卜拉欣被認為是一位「哈尼夫」（即未經使者教導的一神論者）。
由於伊斯蘭教、基督教與猶太教都尊崇易卜拉欣（亞伯拉罕），因此這三教有時被統稱為亞伯拉罕諸教。

## 紀念易卜拉欣的儀式
易卜拉欣對真主的信心在《古蘭經》裡被稱作「易卜拉欣的道路」。穆斯林相信易卜拉欣是真主的先知。據說他與兒子易斯馬儀（以實瑪利）共同在麥加修建了克爾白（古蘭經 2：125）。易卜拉欣在伊斯蘭教的五功——朝覲——中也扮演重要的角色。朝覲是穆斯林前往聖城麥加及禁寺的朝聖活動，主要意義是為了紀念真主對易卜拉欣的考驗。真主命令他向真主獻祭自己的長子易斯馬儀。此外朝覲也紀念撒旦（易卜裂斯）三次誘惑易卜拉欣但遭擯斥的事件，當時易卜拉欣正在前往獻祭兒子的路上。撒旦出沒的地點現立以三根象徵性的石柱，供朝覲者丟擲石礫。朝覲也是為了紀念易卜拉欣之妻哈哲爾（夏甲）的犧牲與努力，她在沙漠中往來奔走，為快渴死的兒子易斯馬儀尋找水源。她七次往來奔走於薩法與瑪爾瓦兩山之間。朝覲中的這個儀式在阿拉伯語稱作saaee（意味「尋找」），是所有至麥加朝覲者的義務。後來哈哲爾遇見了天使吉布利里（加百列）。天使為易斯馬儀遮陽，此時易斯馬儀的腳下便湧出一泓泉水。此泉水後來成為麥加建城的基石。因為當地本來缺乏水源，許多部落便在此聚居。穆斯林稱此泉為滲滲泉，歷經千年仍川流不息。
易卜拉欣在伊斯蘭傳統裡的重要性也體現在穆斯林每日的五次禮拜裡。除了穆罕默德，易卜拉欣是禮拜中穆斯林會在嘴上提及四次的先知。穆斯林在禮拜中祝福先知時會這麼做。

## 《古蘭經》中的易卜拉欣
《古蘭經》多次提及易卜拉欣。根據《古蘭經》，易卜拉欣是所有信士的精神父親。他是正義之士，不是多神教徒，不是基督徒，也不是猶太教徒（古蘭經 3：67）。以下經文是對易卜拉欣的敘述：

你們應當為真主而真實地奮鬥。祂揀選你們，關於宗教的事，祂未曾以任何煩難為你們的義務，你們應當遵循你們的祖先易卜拉欣的宗教，以前真主稱你們為穆斯林，在這部經典裡祂也稱你們為穆斯林，以便使者為你們作證，而你們為世人作證。你們當謹守拜功，完納天課，信托真主；祂是你們的主宰，主宰真好！助者真好！ （古蘭經 22：78）

根據《古蘭經》，易卜拉欣意識到任何會逝去的事物都不值得崇拜，他因而成為一名一神論者（古蘭經 6：76－83）。易卜拉欣打碎了阿札爾在國王神殿裡外所擺設的偶像，號召人們崇拜真主。他同國王起了一番辯論（易卜拉欣說他的主可以使太陽從東方升起，要求國王的眾神們使太陽從西邊升起），贏得勝利後被處以火刑，但真主的奇蹟使他在火中毫髮無傷（古蘭經 37：83－98）。著名但非正統的「眾先知的故事」（伊本·卡希爾）記載更多有關亞伯拉罕的生平往事，在伊斯蘭傳統裡常受引用。

## 獻祭兒子
《古蘭經》並沒說易卜拉欣獻祭了易斯馬儀或易司哈格（以撒），不過許多評注者認為是易斯馬儀。評注者們對《古蘭經》的看法並不一致。認為易斯馬儀是犧牲者的兩個理由如下：
一、穆斯林發現〈創世紀〉提到亞伯拉罕奉命獻祭獨生子（上帝說：「你帶著你的兒子，就是你獨生的兒子，你所愛的以撒，往摩利亞地去，在我所要指示你的山上，把他獻為燔祭。」（創世紀 22：2））。易司哈格是易卜拉欣的次子，因此他不可能是他的「獨生子」。穆斯林因而認為原始的《聖經》版本講的應該是易斯馬儀，而不是易司哈格。
二、《古蘭經》說天使們來到易卜拉欣家中，告訴他及他的妻子，他們將會有一個兒子——易司哈格——而易司哈格將會生雅谷伯（雅各）。易卜拉欣得到真主的應許，易司哈格的性命將被保全。
穆斯林相信易卜拉欣的夢境是來自真主的考驗，真主在夢中命令他獻祭自己的兒子易斯馬儀。他把他所做的夢告訴易斯馬儀，易斯馬儀則告訴父親不要遲疑，只管聽從真主的命令就是了。這對父子兩人都是個考驗。易卜拉欣長久以來一直想要有個兒子，而易斯馬儀卻要被犧牲。撒旦顯現在父子倆之前，試圖欺騙他們。易卜拉欣和易斯馬儀則對撒旦丟擲石塊。這個事件演變成穆斯林前往麥加朝覲不可少的擲石儀式。撒旦失算，轉而騷擾易斯馬儀的母親哈哲爾。哈哲爾並未相信撒旦告訴她所發生的事，但當她聽說易卜拉欣將獻祭兒子的時候則說：「如果這是真主的意志，那就讓真主的意志貫徹吧！」易卜拉欣等人的信心使撒旦無法得逞，最後真主阻止了易卜拉欣，並賜他一頭羔羊取代兒子。
穆斯林在宰牲節當天慶祝易卜拉欣對真主的信心。

## 與《聖經》記載的差異
《古蘭經》說易卜拉欣父親是阿宰爾（6：74），《聖經》卻說亞伯拉罕的父親是他拉（創世紀 11：27，30）。